# Domenico Serafini
Domenico Serafini, OSB (Roma, 3 de agosto de 1852 - Roma, 5 de março de 1918) foi um cardeal italiano da Igreja Católica Romana que serviu em vários cargos pastorais , diplomáticos e de cúria , e foi elevado ao cardeal em 1914.

## Biografia
Domenico Serafini nasceu em Roma, da nobreza antiga, a Luigi Serafini e Costanza Di Pietro. Seu avô materno, Giovanni Di Pietro, era um advogado consistório que, depois de se tornar viúvo, foi ordenado e nomeado auditor da Rota Romana pelo Papa Gregório XVI. Através de seu pai, Domenico era parente do marquês Camillo Serafini, que foi o primeiro e único governador do Estado do Vaticano (1929-1952).
Serafini entrou na Ordem de São Bento em 1871, juntando-se à congregação cassinense. Fez sua profissão em 16 de junho de 1874 e estudou em diferentes casas beneditinas de estudos e na Pontifícia Universidade Gregoriana, onde obteve seus doutorados em filosofia e teologia. Serafini foi ordenado sacerdote em 21 de outubro de 1877.
De 1877 a 1892, ele foi membro da comunidade beneditina na abadia de Subiaco, depois servindo como mestre de noviços (1889–1891) e lecionador de teologia. Depois de ser nomeado prior do mosteiro de Santa Escolástica, Serafini tornou-se procurador geral de sua ordem religiosa em Roma em 1892. Ele foi eleito Abade dos dois mosteiros de Subiaco e Abade Geral da congregação Cassinese em 5 de junho de 1896.
Em 16 de abril de 1900, Serafini foi nomeado arcebispo de Spoleto pelo Papa Leão XIII. Ele recebeu sua consagração episcopal no dia 6 de maio do cardeal Serafino Vannutelli, com os arcebispos Casimiro Gennari e Tommaso Granello, O.P. atuando como co-consagradores. Serafini foi posteriormente nomeado Delegado Apostólico para o México em 4 de janeiro de 1904, assessor da Congregação Suprema do Santo Ofício em 30 de novembro de 1911, e Bispo Titular de Selêucia Pieria em 2 de março de 1912.
O Papa Pio X criou-o Cardeal-presbítero Sacerdote de Santa Cecília no consistório de 25 de maio de 1914. Cerca de três meses depois, após a morte de Pio X, Serafini participou do conclave papal para eleger seu sucessor. Serafini, apoiado por Gaetano de Lai, foi o principal candidato para os cardeais conservadores, que acreditavam que ele iria continuar os ensinamentos e políticas de Pio X. Seu principal adversário era o arcebispo mais progressista de Bolonha, Giacomo della Chiesa, que acabou por ser eleito na décima votação - de acordo com Francis A. Burkle-Young, a contagem final era della Chiesa 38, Serafini 18 e Agostino Richelmy 1 - e tomou o nome de "Bento XV".
Serafini foi nomeado Prefeito da Sagrada Congregação dos Religiosos em 27 de janeiro de 1916. Com a morte do Cardeal Girolamo Maria Gotti, Bento XV o nomeou Prefeito da Sagrada Congregação para a Evangelização dos Povos em 24 de março de 1916, a congregação que supervisiona a Obra missionária da Igreja .
O cardeal Serafini morreu em Roma aos 65 anos. Ele está enterrado no Campo Verano 